# تطبيق إليكتورال هيد هانتر
تطبيق إليكتورال هيد هانتر هو نوع خاص من تطبيقات الإرشاد الانتخابي (VAA) الموجودة على الويب. وقد تم استخدامه في انتخابات الرئاسة الأمريكية عام 2012.

## الوظيفة
على عكس تطبيقات الإرشاد الانتخابي الأخرى، يشير هذا التطبيق إلى أنه يركز على الحدس، وليس البيانات «الموضوعية» المتعلقة بآراء الأحزاب السياسية. فيجب على المرء «الثقة في [مشاعره]»، وأن يختار من بين وجوه السياسيين أكثر الوجوه التي تروق له. ومن بين الخيارات، يتم التوصل إلى العديد من الاستنتاجات حول وجهات النظر السياسية للشخص.

## لا دليل
على الرغم من أن أسماء المصادر العلمية المذكورة على موقع «إليكتورال هيد هانتر» قد تكون صحيحة، فإن الموقع لا يقدم أي برهان على أنه يمكن استخلاص الإرشاد الانتخابي من مجرد اختيار «الوجوه الجذابة».